# موریس لیدز
موریس لیدز (انگلیسی: Morris E. Leeds; ۶ مارس ۱۸۶۹ – ۸ فوریهٔ ۱۹۵۲) یک دانشمند اهل ایالات متحده آمریکا بود.
وی همچنین برندهٔ جوایزی همچون مدال ادیسون انجمن مهندسان برق و الکترونیک شده است.